# Ramoulu
Ramoulu är en kommun i departementet Loiret i regionen Centre-Val de Loire strax norr Frankrikes mitt. Kommunen ligger i kantonen Malesherbes som tillhör arrondissementet Pithiviers. År 2022 hade Ramoulu 246 invånare.

## Befolkningsutveckling
Antalet invånare i kommunen Ramoulu
| Referens: INSEE |